# Fakultätsprimzahl
Eine Fakultätsprimzahl ist eine Primzahl {\displaystyle p}, die um eins größer oder kleiner als eine Fakultät ist, also eine Primzahl der Form
{\displaystyle p=n!\;\pm \;1\qquad \quad (n\in \mathbb {N} )}.

## Die ersten Fakultätsprimzahlen
Die ersten 10 Fakultätsprimzahlen sind
2 (0! + 1 oder 1! + 1), 3 (2! + 1), 5 (3! − 1), 7 (3! + 1), 23 (4! − 1), 719 (6! − 1), 5039 (7! − 1), 39916801 (11! + 1), 479001599 (12! − 1), 87178291199 (14! − 1), … (siehe Folge A088054 in OEIS).
n! − 1 ist eine Primzahl für
n = 3, 4, 6, 7, 12, 14, 30, 32, 33, 38, 94, 166, 324, 379, 469, 546, 974, 1963, 3507, 3610, 6917, 21480, 34790, 94550, 103040, 147855, 208003, … (Folge A002982 in OEIS, resultierend in 27 Fakultätsprimzahlen).
n! + 1 ist eine Primzahl für
n = (0 oder) 1, 2, 3, 11, 27, 37, 41, 73, 77, 116, 154, 320, 340, 399, 427, 872, 1477, 6380, 26951, 110059, 150209, 288465, 308084, 422429, … (Folge A002981 in OEIS, resultierend in 24 Fakultätsprimzahlen).
Bis jetzt (Stand Dezember 2024) sind keine anderen als die aufgeführten 51 Fakultätsprimzahlen bekannt. Ebenso ist unbekannt, ob es überhaupt unendlich viele Fakultätsprimzahlen gibt.